# Там, на невідомих доріжках…
«Там, на невідомих доріжках…» (рос. «Там, на неведомых дорожках…») — радянський фільм-казка 1982 року, поставлений по книзі Едуарда Успенського «Вниз по чарівній річці».

## Сюжет
Вирушаючи на канікули до бабусі в село, сучасний хлопчик Мітя Сидоров не знав, що йому належить стати учасником незвичайних пригод у казковій країні. Справа у тому, що бабуся у нього — Баба-Яга, але добра…

## У ролях
- Роман Монастирський —  Мітя Сидоров
- Тетяна Аксюта —  Василиса Опанасівна Премудра
- Тетяна Пельтцер —  Баба-Яга, вона ж Варвара Єгорівна
- Єлизавета Нікіщихіна — Кікімора
- Леонід Харитонов —  цар Макар
- Олександр Кузнєцов —  дядечко Домовик
- Олександр Філіппенко —  Кощій Безсмертний
- Юрій Чернов —  Чумічка, царський писар
- Юрій Медведєв —  Гаврило
- Леонід Каневський —  Десятник Мільйонський
- Олександр Пятков —  Дрьома
- Олег Анофрієв —  Соловей-розбійник
- Анастасія Зуєва —  Глафіра Андріївна, бабуся Міті
- Наталія Крачковська —  тітка з відрами
- Георгій Мартиросян —  богатир
- Сергій Ніколаєв —  1-й стражник
- Олена Озерцова — Лихо однооке
- Юрій Чекулаєв —  боярин
- Мічіслав Юзовський —  хлопчик при дворі
- Віктор Андрієнко —  епізод
- Олег Федулов —  2-й стражник

## Знімальна група
- Автори сценарію:  Алла Ахундова,  Едуард Успенський
- Кінорежисер-постановник:  Михайло Юзовський
- Кінооператор-постановник: Олег Кобзєв
- Художник-постановник: Борис Комяков
- Композитор:  Володимир Дашкевич
- Текст пісень:  Юлій Михайлов
- Монтаж: Ніна Божикова
- Диригент:  Олександр Пєтухов